# Antônio Bento Dias de Melo
Antônio Bento Dias de Mello, barão de Cametá (Portugal, 1843 — Lisboa, 11 de abril de 1903) foi um nobre luso-brasileiro.
Filho de Antônio Bento de Melo e de Ana de Sousa Laje, foi agraciado barão em 2 de maio de 1889. Após o ciclo da Borracha voltou para Portugal.